# Matthew Quick

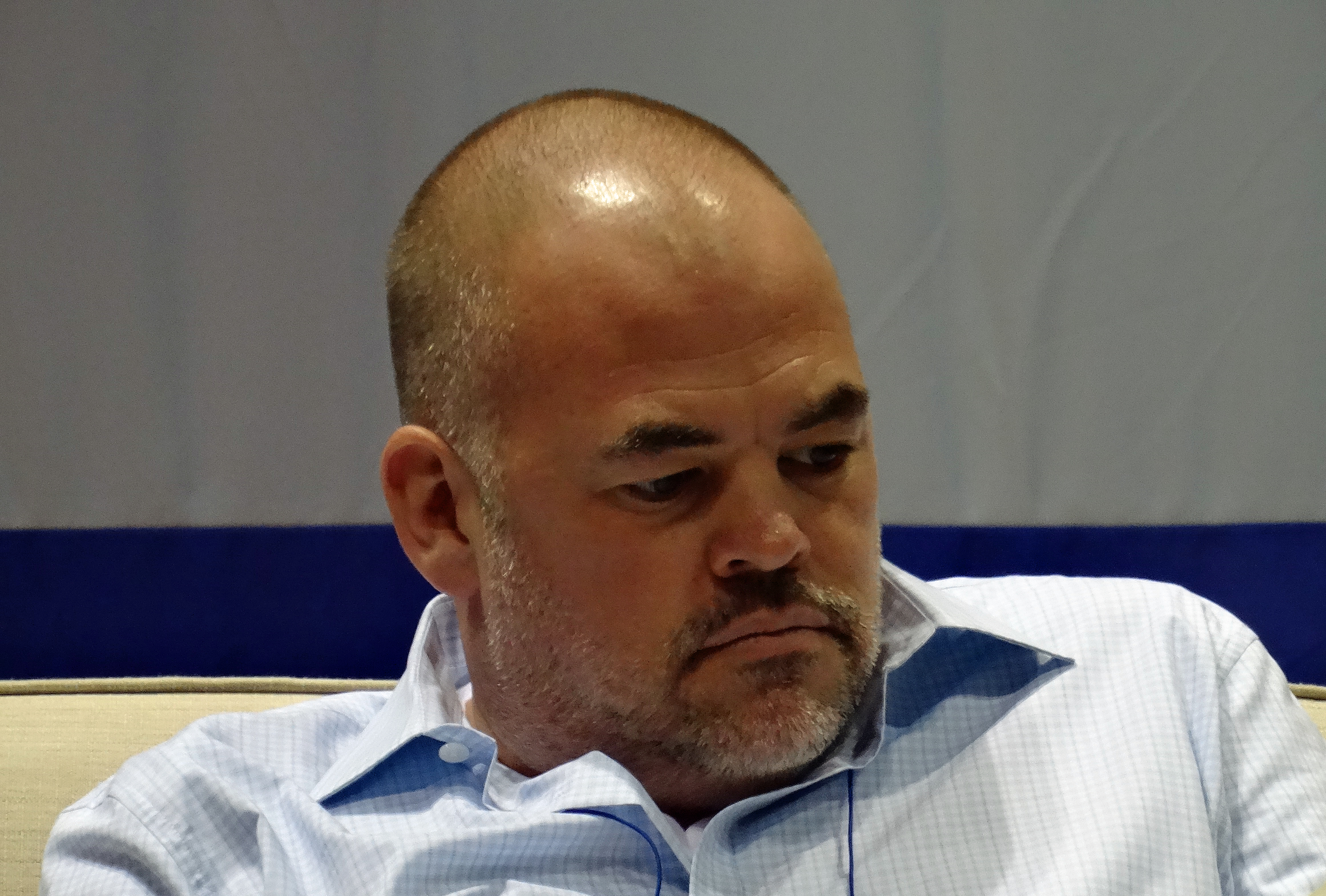
Matthew Quick (2013)

Matthew Quick (* 23. Oktober 1973 in Oaklyn (New Jersey), Vereinigte Staaten) ist ein US-amerikanischer Autor.

## Leben
Quick wuchs in Oaklyn (New Jersey) auf und besuchte in Collingswood (New Jersey) die High School. An der La Salle University in Philadelphia in Pennsylvania legte er ein Bachelorexamen in Englischer Literatur ab und ging danach an das Goddard College in Plainfield (Vermont). Dort schloss er mit einem Master of Fine Arts (MFA) ab.
Quick wurde Lehrer in Haddonfield in New Jersey. Um seinen ersten Roman zu schreiben, verließ er den Schuldienst und zog in die Stadt seiner Schulzeit. Danach lebte er mit seiner Frau, der Pianistin und Autorin Alicia Bessette, in Holden, Massachusetts, bevor das Paar sich auf den Outer Banks an der Küste des Atlantik in North Carolina niederließ.
Quicks erster Roman The Silver Linings Playbook wurde 2012 in den USA verfilmt. Das Drehbuch schrieb Quick, der dafür zwei Auszeichnungen von Kritikervereinigungen erhielt. Das Buch erschien 2013 in deutscher Sprache.

## Preise und Auszeichnungen
- 2009: Finalist beim PEN/Hemingway Award für The Silver Linings Playbook.
- 2012: Chicago Film Critics Association Award/Bestes adaptiertes Drehbuch für The Silver Linings Playbook.
- 2012: National Board of Review Award/Bestes adaptiertes Drehbuch für The Silver Linings Playbook.
- 2013: ALA Best Book for Young Adults für den Roman Boy 21.

## Veröffentlichungen
- The Silver Linings Playbook. Farrar, Straus and Giroux, New York City, USA 2008, ISBN 978-0-374-26426-0.
  - deutsch von Ulrike Wasel und Klaus Timmermann: Silver Linings. Kindler, Reinbek bei Hamburg 2013, ISBN 978-3-463-40081-5.
- Sorta Like a Rockstar. Little, Brown and Co., New York City, USA 2010, ISBN 978-0-316-04352-6.
- Boy 21. Little, Brown and Co., New York City, USA 2012, ISBN 978-0-316-12797-4.
  - deutsch: Goodbye Bellmont. dtv, München 2015, ISBN 978-3-423-76122-2.
- Forgive Me, Leonard Peacock, a Novel. Little, Brown and Co., New York City, USA 2013, ISBN 978-0-316-22133-7.
  - deutsch: Happy Birthday, Leonard Peacock. dtv, München 2014, ISBN 978-3-423-74006-7.
- The Good Luck of Right Now, a Novel. Harper, New York City, USA 2014, ISBN 978-0-062285539.
  - deutsch: Die Sache mit dem Glück. Kindler, Hamburg 2015, ISBN 978-3-463-40084-6.
- Love May Fail. Harper, New York City 2015, ISBN 978-0-062285560.
- Every Exquisite Thing. Little, Brown and Co., New York City, USA 2016.
- The Reason You're Alive. Harper, New York City, USA 2017.
  - deutsch: Anstand. HarperCollins, Hamburg 2017. ISBN 978-3-95967-135-4.

## Verfilmung
- 2012:  The Silver Linings Playbook mit Bradley Cooper und Jennifer Lawrence in den Hauptrollen.
- 2020: Der Roman Sorta Like a Rockstar wurde verfilmt als All Together Now mit Auliʻi Cravalho in der Hauptrolle.